# 岩本千春 (女優)
岩本 千春（いわもと ちはる、1965年11月11日 - ）は、日本の女優・歌手。神奈川県横浜市旭区出身。
かつて所属していた事務所は「インターフェイス」。

## 人物・略歴
武蔵野美術大学芸術デザイン科卒業。元々は裏方志望で、舞台装置や衣装の勉強を兼ねてアルバイトをしていた日本テレビでたまたまドラマのオーディションの話を紹介され、これを受けて合格、芸能界デビューのきっかけを得る。映画では『ひとひらの雪』の準主役格の役でデビュー。またアイドル歌手として活動し、『夕やけニャンニャン』の「君の名は」のコーナーに出演。その後は女優としての活動がメインとなっている。
1985年～1986年当時公表していたサイズは、身長160cm、B80cm、W58cm、H84cm（または身長161cm、B82cm、W58cm、H84cm）。血液型はAB型。趣味は高校時代に始めたヨット、マリンスポーツ。

## 出演

### テレビドラマ
- 金曜ドラマ / 深夜にようこそ 第4回（1986年、TBS） - 女子学生
- 連続テレビ小説 / はね駒 （1986年、NHK） - 野村たま 役
- おヒマなら来てよネ! （1987年、CX） - 深川高子 役
- NEWジャングル 第16話「今どきの女」（1988年、NTV・東宝）
- 銀河テレビ小説（NHK）
  - 総務部総務課山口六平太 （1988年） - 和美 役
- ドラマ23 バーゲンセールの女たち（1988年、TBS）
- 女性作家サスペンス 別れた理由（1988年3月7日、KTV）
- 男と女のミステリー (CX)
  - 埋れ火（1988年7月8日）
  - 母子変容（1989年10月13日）
  - 虚飾の醜聞（1990年6月22日）
- 悪い奴は眠らない（1988年10月3日、CX）
- さすらい刑事旅情編 第5話「寝台急行銀河から消えた女子大生」（1988年11月16日、ANB / 東映）
- 土曜ワイド劇場 (ANB)
  - 辻真先の婚約旅行殺人事件シリーズ6 会津磐梯、婚前旅行殺人事件（1989年3月25日）
  - 牟田刑事官事件ファイル10 伊豆半島復讐に燃える女たち!（1989年4月22日）
  - 牟田刑事官事件ファイルSP11 別府温泉-みちのく松島、湯けむり殺意の旅（1989年7月29日）
  - 仮面の人形 アスレチッククラブの女、30億の財産を狙う知的犯罪（1989年11月25日）
  - 京都、茶道家元連続殺人（1999年4月17日）
  - ぽっかや (温泉医) 事件カルテ3（2003年1月）
  - 火災調査官・紅蓮次郎 （2004年） - 柿沼朝子 役
  - 西村京太郎トラベルミステリー （2005年） - 北川ゆき 役
  - 東京駅お忘れ物預り所 （2007年） - 八木真奈美 役
  - 狩矢父娘シリーズ8 京料理殺人事件 （2008年） - 神田美奈代 役
  - 鉄道捜査官10「わたらせ渓谷鉄道 死を呼ぶ片道切符!不死身の男を殺した無人駅殺人トリック!!」（2009年） - 加倉井肇（赤川蓮 ）の元・妻 加倉井由美子 役
  - タクシードライバーの推理日誌 27 殺意の子守歌 （2010年）
- 火曜サスペンス劇場 (NTV)
  - 弁護士・朝日岳之助 1「真実の合奏」（1989年10月17日） - ブティック店員 永島容子 役
  - 星座伝説殺人事件 すばる星団が月に隠れる夜 （1989年11月21日）
  - 香子の夢 コンパニオン殺人事件（1989年12月5日） - 深谷絵里 役
  - 疑惑法廷 弁護士水城邦子（1991年1月21日）
  - 六月の花嫁4 結婚適齢期（1991年6月25日）
  - テレホンママ（1997年1月21日）
  - 警視庁鑑識班19「老女殺害の秘密を握るラーメン好きの車椅子少年 殺人犯の匂いを追い続ける警察犬と老刑事の執念の道」（2005年5月24日） - 峰岸武史（田中碧海 ）の母・峰岸淑子 役
- 妻たちの劇場 愛・命ある限り （1991年、CX） - 津川葉子 役
- 水戸黄門 (TBS・C.A.L)
  - 第18部 第19話「幸せ運んだ子守唄-島原-」（1989年1月23日） - おもん 役
  - 第22部 第13話「帰らぬ息子は船幽霊 -高知-」（1993年8月9日） - おみよ 役
  - 第23部 第30話「世直し剣が悪を斬る -今治-」（1995年3月6日） - 由以 役
  - 第24部 第15話「仇を探す飴売り娘-熊本-」（1995年12月25日） - 菊江 役
  - 第39部 第15話「ホラ吹き娘の親孝行!-高千穂-」（2009年2月2日） - お清 役
- 日本一のカッ飛び男 （1990年、CX）
- 月曜ドラマスペシャル 春の特別企画第1弾 総合商社 （1990年4月2日、TBS）
- 世にも奇妙な物語 （1991年、CX）
- 大江戸捜査網 第698話「揺れる愛憎! 過去を秘めた女」（1991年、TX / Gカンパニー）
- 外科病棟 女医の事件ファイル 第1話「美人モデル殺し! 死体の復讐 産婦人科医が一家心中!?」（1991年、ANB） - 岡田明子 役
- 金曜ドラマシアター（CX）
  - 安川刑事シリーズ 殺してしまいたい （1991年11月15日）
- 八百八町夢日記 第2シリーズ 第20話「名のない女」（1992年、NTV） - 花蝶 役
- 銭形平次 （CX ・東映）
  - 第2シリーズ 第16話「誘惑の影」（1992年） - おひで 役
  - 第4シリーズ 第9話「殺しの絵図」（1994年） - 菊江 役
  - 第5シリーズ 第5話「隠された真実」（1995年） - おとよ 役
- 暴れん坊将軍 （ANB・東映）
  - 暴れん坊将軍V 第9話「ろくでなし長屋殺人事件」（1993年） - おその 役
  - 暴れん坊将軍VI 第36話「鬼同心が泣いた夢」（1995年） - おその / 絹枝（二役）
  - 暴れん坊将軍VII 第10話「夢で拾った百両」（1996年） - お春 役
- 激突!大噴射!!（1992年、KTV）
- 新・株式会社徳川家康（1992年、TBS）
- フラワー・プリンセス（1992年、フジテレビ）
- 逃亡者（1992年、フジテレビ）
- 独眼竜の野望　伊達政宗（1993年、ANB）
- 半七捕物帳 第17話「恋仇! 五十両の賞金首」（1993年、NTV）
- 乾いて候（1993年、CX）
- 喧嘩屋右近 第3シリーズ 第6話（1994年、TX）
- さすらい刑事旅情編VII 第2話「覗かれた殺意 違法駐車の女」（1994年、ANB）
- 付き馬屋おえん事件帳 第3シリーズ 第2話「乳房千両」（1995年、TX） - 小手毬 役
- 大岡越前 第14部 第13話「情けを教えた人参泥棒」（1996年9月9日、TBS・C.A.L） - お新 役
- 江戸の用心棒II 第13話「駆け落ち無情」（1996年、NTV） - お沢 役
- 鬼平犯科帳 第7シリーズ 第3話「妖盗葵小僧」（1996年、CX） - お千代 役
- 金曜時代劇 / 天晴れ夜十郎 第8話（1996年、NHK） - おみよ 役
- 快刀!夢一座七変化 第1話「その死刑、待った!」 （1996年、ANB）
- 家康が最も恐れた男 真田幸村 （1998年、TX）
- 隠密奉行朝比奈 （1998年、CX）
- 赤穂浪士（1999年、TX）
- 舞妓さんは名探偵! 第2話 （1999年、ANB） - 園子 役
- 貯まる女 第2話 （2000年、TX）
- 科捜研の女（2000年10月、EX）
- 女と愛とミステリー (TX)
  - 松本清張特別企画・ガラスの城 （2001年6月） - 富崎玲子 役
  - 北の捜査線・小樽港署（2002年） - 佐原夕子 役
- 京都迷宮案内3 第9話 （2001年、ANB）
- 北の捜査線・小樽港署（2002年、BSジャパン）
- スカイハイ（2003年、EX）
- はみだし刑事情熱系 最終章第6話 （2004年5月、EX） - 美和子 役
- 子連れ狼（2004年7月、EX）
- 月曜ミステリー劇場 (TBS)
  - 税務調査官・窓際太郎の事件簿11 （2004年） - 田沢雪江 役
  - 自治会長 糸井緋芽子 社宅の事件簿4  (2004年3月22日) -リストラ候補 岸部行雄（見栄晴 ）の妻・岸部美和子 役
- 八丁堀の七人 第6シリーズ 第8話「殺人を目撃した女!証言に潜む過去」（2005年3月、EX） - おちか 役
- 金曜エンタテイメント（CX）
  - 十津川警部夫人の旅情殺人推理（2005年3月）
- 有吉佐和子スペシャル「恍惚の人」（2006年、NTV]
- 木曜ミステリー (EX)
  - 京都地検の女 第3シリーズ第6話 （2006年6月1日） - 宮下小百合 役
- 火曜ドラマゴールド (NTV)
  - ビネツ 〜美肌の誘惑 現代エステ大奥物語〜 （2006年） - 汀裕子 役
  - 現代に甦った闇の死置人 あなたの怨み晴らします 第1話「見えない殺人者」（2007年1月） - 田崎恵子 役
- 水曜ミステリー9 (TX)
  - 北アルプス山岳救助隊・紫門一鬼 （2003年8月）
  - 多摩南署たたき上げ刑事・近松丙吉6 （2006年10月） - 成島弓枝 役
  - 芸者小春姐さん奮闘記5（2008年1月） - 廣川貴子 役
  - 街占師 〜北白川晶子の事件占い〜 （2008年9月） - 千明加代子 役
- 金曜プレステージ （CX）
  - 赤い霊柩車 代理妻殺人事件（2007年10月5日）
- 相棒 （EX）
  - 相棒 Season 7 第13話「超能力少年」（2009年1月28日） - 銀座のクラブ経営者・芦田真紀 役
  - 相棒 Season 14 第7話「キモノ綺譚」（2015年12月2日） - 「高級クラブ アルヘナ」ママ・上條絵美 役
- 月曜ゴールデン (TBS)
  - 十津川警部シリーズ （渡瀬恒彦版）41 寝台特急殺人事件〜さよならブルートレイン〜 （2009年4月13日） - 田久保涼子 役
  - 警視庁南平班〜七人の刑事〜2 （2010年8月） - 小宮山典子 役
- ハッピー・リタイアメント （2015年） - 筑波祥子 役

### 映画
- ひとひらの雪 （1985年） - 高村かおり 役
- BE FREE! （1986年） - 伊福部昭子 役
- BEST GUY （1990年） - 柴田晶子 三尉 役
- ボクが病気になった理由 （1990年） - 青山麻衣子 役
- BAD GUY BEACH （1995年） - 麗子 役

### Vシネマ
- 若者気分の基礎知識 （1985年、東芝映像ソフト） - 松本サキ 役
- DOOR II TOKYO DIARY （1990年、徳間ジャパン ） - 由子 役
- 俺たちも天使だ! （1992年、ジャパンホームビデオ）
- とられてたまるか! （1992年、東映Vシネマ）

### バラエティ
- ウッチャンナンチャンの誰かがやらねば!（1990年、フジテレビ） - 「ウッチーチェン」ウッチーの恋人・千春 役

### CM
- ホームラン軒 （1992年、ベルフーズ）

## ディスコグラフィ
- かがみ （1990年2月10日、シックスティレコード/ワーナー・パイオニア WPCL-139）[4]

1. アクト・テューン:ムナサワギ
2. かがみ
3. シーン:ホホエミ
4. キス
5. サヴリコ
6. アクト・テューン:トマドイ
7. 贅沢な魚達
8. できごと
9. アクト・テューン:ヒトリゴト
10. 少しボサノバ
11. ヴ・レ・ヴ
12. シーン:タワムレ
13. ありふれた一つの夜
14. アクト・テューン:ヤスラギ

## 写真集
- 岩本千春 写真集「Chiharu」（1985年11月15日、白夜書房 撮影:遠藤正）